# 川村敏江
川村敏江（日语：／ Kawamura Toshie，3月9日—），日本女性動畫師、人物設計師。出身於岩手縣。

## 來歷、人物
川村敏江從高中畢業後，進入了一所動畫相關的專門學校，然後加入Kino Production。
最初作為動畫師參與製作的是電視動畫《鬼太郎 (第3作)》，首次擔任作畫監督的作品是《JINGI 仁義》。之後參與製作《小魔女DoReMi系列》與《光之美少女系列》等東映動畫作品。
約2009年，她轉入Manglobe，作為員工動畫師加入，2014年開始參與A-1 Pictures作品。

## 參加作品

### 電視動畫
1990年
- 偶像天使陽子（—1991年，作畫監督）

1993年
- GS美神（—1994年，作畫監督）

1994年
- 橘子醬男孩（—1995年，作畫監督）

1995年
- 近所物語（服裝設定、作畫監督）

1996年
- 花樣男子（—1997年，服裝設定、作畫監督）

1997年
- 夢之蠟筆王國（—1998年，作畫監督）

1999年
- 小魔女DoReMi（—2000年，原畫、作畫監督）

2000年
- 小魔女DoReMi♯（—2001年，作畫監督、美術監督）

2001年
- 大～集合！小魔女DoReMi（—2002年，作畫監督、演出）

2002年
- 小魔女DoReMi 大合～奏！（—2003年，作畫監督）

2003年
- 妮嘉尋親記（作畫監督）

2004年
- 光之美少女（—2005年，作畫監督）

2005年
- 光之美少女 Max Heart（—2006年，作畫監督）

2006年
- 光之美少女 Splash Star（—2007年，作畫監督）

2007年
- Yes！光之美少女5（—2008年，人物設定、作畫監督）

2008年
- Yes！光之美少女5 GoGo！（—2009年，人物設定、作畫監督）

2009年
- 道子與哈金（原畫）
- FRESH光之美少女！（—2010年，作畫監督）
- 聖劍鍛造師（原畫）
- 元氣媽媽（—2012年，作畫監督）

2010年
- 江戶盜賊團五葉（原畫）
- 世紀末超自然學院（原畫）
- 只有神知道的世界（配角設定、總作畫監督、作畫監督、OP作畫監督）
- Heartcatch 光之美少女！（—2011年，作畫監督）

2011年
- 只有神知道的世界II（配角設定、總作畫監督）
- 只想告訴你 2ND SEASON（原畫）
- 純白交響曲（人物設定、總作畫監督、作畫監督）

2012年
- Smile 光之美少女！（—2013年，人物設定、總作畫監督）

2013年
- 黑色嘉年華（人物設定、總作畫監督、OP總作畫監督、ED總作畫監督）
- 只有神知道的世界 女神篇（人物設定[注 1]）
- 佛朗明哥武士（作畫監督）

2014年
- Happiness Charge 光之美少女！（—2015年，歷代光之美少女原畫）
- 黑執事 Book of Circus（作畫監督、原畫）

2015年
- 七大罪（作畫監督）
- 不起眼女主角培育法（作畫監督補佐、原畫）
- 歌之王子殿下 真愛革命（作畫監督、原畫）

2016年
- B-PROJECT ～鼓動＊Ambitious～（人物設定、總作畫監督）
- 數碼暴龍宇宙 應用怪獸（—2017年，ED原畫）
- 魔法使 光之美少女！（—2017年，原畫）

2017年
- BanG Dream！（作畫監督）
- 時鐘機關之星（作畫監督）
- 夏目友人帳 陸（原畫）
- 獨占我的英雄（作畫監督）

2018年
- （總作畫監督）
- 擁抱！光之美少女（—2019年，人物設定）、作畫監督）
- 刻刻（原畫）
- LORD of VERMILION 紅蓮之王（日语：ロード オブ ヴァーミリオン 紅蓮の王）（人物設定、總作畫監督、作畫監督）[1]

2019年
- 平凡職業造就世界最強（作畫監督）
- COP CRAFT（作畫監督）

2020年
- Healin' Good ♥ 光之美少女（—2021年，OP原畫、原畫）
- 寶石商人理察的謎鑑定（作畫監督）
- 『催眠麥克風 -Division Rap Battle-』Rhyme Anima（作畫監督）

2021年
- 五等分的新娘∬（原畫）
- 只有我能進入的隱藏迷宮（作畫監督）
- 轉生成蜘蛛又怎樣！（作畫監督）
- 女神宿舍的管理員。（作畫監督）

2022年
- 平凡職業造就世界最強 2nd season（作畫監督）
- 青之蘆葦（人物設定[注 2]）
- 成為女主角！ ～被討厭的女主角和秘密的工作～（作畫監督）
- 幕末替身傳說（配角設定[注 3]、總作畫監督）
- 希望之力 ～成年光之美少女'23～（人物原案[注 4]）
- 妙廟美少女（作畫監督）

2023年
- 柚木家的四兄弟（作畫監督）

2024年
- Acro Trip 頂尖惡路（人物設定、總作畫監督）
- 夏目友人帳 漆（作畫監督）

### 電影動畫
1993年
- 怪博士與機器娃娃：嗯加！企鵝村的早晨（日语：Dr.スランプ アラレちゃん んちゃ!ペンギン村はハレのち晴れ）（原畫）
- 怪博士與機器娃娃：嗯加！愛在企鵝村（日语：Dr.スランプ アラレちゃん んちゃ!ペンギン村より愛をこめて）（原畫）

1994年
- 怪博士與機器娃娃：吼唷唷!! 報恩的鯊魚被我帶走了…（日语：Dr.スランプ アラレちゃん ほよよ!!助けたサメに連れられて…）（原畫）

2007年
- 劇場版 Yes！光之美少女5：鏡之國的奇蹟大冒險！（人物設定）

2008年
- 劇場版 Yes！光之美少女5 GoGo！甜點王國歡樂的生日聚會♪（人物設定）
- 超～短篇 光之美少女系列 GoGo！夢幻的現場演唱會！（人物設定、作畫監督）

2009年
- 劇場版 光之美少女 All Stars DX：大家都是朋友☆奇蹟的全員大集合！（原創人物設定）

2010年
- 劇場版 光之美少女 All Stars DX2：希望之光☆守護彩虹寶石！（原創人物設定）

2011年
- 劇場版 光之美少女 All Stars DX3 傳達到未來！連結世界☆彩虹之花！（原創人物設定）

2012年
- 劇場版 光之美少女 All Stars New Stage：未來的朋友（原創人物設定）
- 劇場版 Smile 光之美少女！兒童圖畫書裡的世界都不協調！（人物設定）

2013年
- 劇場版 光之美少女 All Stars New Stage2：心之朋友（原創人物設定）

2014年
- 劇場版 光之美少女 All Stars New Stage3：永遠的朋友（原創人物設定）

2015年
- 劇場版 光之美少女 All Stars：春之嘉年華♪（原創人物設定）
- 玻璃花與毀壞的世界（主要動畫師）

2016年
- 劇場版 光之美少女 All Stars 大家歌唱吧♪奇跡的魔法！（原創人物設定）

2018年
- 光之美少女 Super Stars！（原創人物設定）
- 劇場版 HUG！光之美少女♡光之美少女 All Stars Memories（原創人物設定）

2019年
- 劇場版 光之美少女 Miracle Universe（原創人物設定）
- 劇場版 歌之王子殿下：真愛王國（原畫）

2020年
- 劇場版 光之美少女Miracle Leap：與大家的不可思議的一天（日语：映画 プリキュアミラクルリープ みんなとの不思議な1日）（原創人物設定）
- 尋找小魔女DoReMi（原畫、作畫監督協力)

2021年
- 劇場版 Healin' Good ♥ 光之美少女 夢想的小鎮心動不已！GoGo！大變身!!（日语：映画 ヒーリングっど♥プリキュア ゆめのまちでキュン!っとGoGo!大変身!!）（原創人物設定、Dream Cure Grace設定）
- 劇場版 刀劍神域 -Progressive- 無星夜的詠嘆調（原畫）

2023年
- 劇場版 光之美少女 All Stars F（光之美少女系列人物設定）

### OVA
1991年
- JINGI 仁義（日语：JINGI 仁義）（人物設定）

### 遊戲
2001年
- 秋之回憶2（活動版面原畫）

2002年
- 淪為回憶的妳 ～秋之回憶～（活動版面原畫）

2004年
- 秋之回憶 ～從今以後～（活動版面原畫）

2005年
- 秋之回憶 #5 中斷的影片（活動版面原畫）

2009年
- 秋之回憶6 Next Relation（活動版面原畫）

2012年
- Star Plus One（日语：スタプラ!）（人物設定、總作畫監督）

### 小說插畫、封面插圖
- （原作：大塚隆史、著：高橋奈津子，〈小學館，Jr.文庫〉，2015年）
- 小說 Smile 光之美少女！（原作：東堂泉，著：小林雄次（日语：小林雄次），〈講談社角色文庫（日语：講談社キャラクター文庫）〉，2016年）

### CD封套
- （2013年，封面插圖）

### 舞台作品
- 『Dancing☆Star 光之美少女』The Stage（2023年、2025年，人物設定）[3][4][5]

## 畫冊
- 《川村敏江 東映動畫光之美少女資料設定畫集》（一迅社，2014年2月12日） ISBN 978-4-7580-1355-0
- 《新版 川村敏江 東映動畫光之美少女資料設定畫集》（一迅社，2021年7月28日） ISBN 978-4-7580-1726-8

## 腳註

## 相關項目
- Kino Production（日语：きのプロダクション）
- Manglobe
- 東映動畫
- 日本動畫師列表（日语：アニメ関係者一覧）
- 岩手縣出身人物列表（日语：岩手県出身の人物一覧）

## 外部連結
- 川村敏江的X（前Twitter） （日語）